# بيدرو لوبيز (دبلوماسي)
بيدرو لوبيز (بالإسبانية: Pedro López Quintana)‏ (و. 1953  م) هو دبلوماسي، وكاهن كاثوليكي إسباني، ولد في بربشتر.

## مناصب
تولى منصب رئيس الاساقفة
- سفير
- أسقف كاثوليكي.

## التعليم
تعلم في الجامعة الغريغورية الحبرية، والأكاديمية الكنسية البابوية ‏، وجامعة القديس توما الأكويني البابوية.